# Mangala Sutta
El Maṅgala Sutta es un discurso del Buda contenido en el Sutta Nipāta (2.4) del Canon pali en el que enseño sobre cuales son las mejores 'bendiciones' (mangala, también traducido como 'buen augurio', 'auspicios' o 'buena fortuna').En este discurso, el Buda describe las "bendiciones" como búsquedas o logros personales saludables, identificados de manera progresiva desde lo mundano hasta el objetivo espiritual último. En Sri Lanka, este sutta se considera parte del "Maha Pirith".
Este discurso está incluido en el Khuddaka Nikaya del Canon pali del budismo theravada en dos lugares: en el Khuddakapāṭha (Khp 5) y en el Sutta Nipāta (Sn 2.4). En esta última, el discurso es llamado Mahāmangala Sutta. También se incluye tradicionalmente en libros de 'protección' (paritta). También se encuentra en el Canon tibetano, en el Kangyur (བཀའ་འགྱུར།).

## Contenido
Este discurso fue predicado en el templo Jetavana en respuesta a una pregunta formulada por un deva sobre qué cosas en este mundo podrían considerarse verdaderamente bendiciones (mangalāni). El sutta describe treinta y ocho bendiciones en diez secciones, como se muestra en la siguiente tabla:
| 1  | No asociarse con necios             | Asociarse con sabios                                 | Expresar respeto a aquellos dignos de respeto.  |                                                |
| 2  | Vivir en un lugar agradable         | Tener acciones meritorias (buen karma) en el pasado. | Prepararse adecuadamente en la vida             |                                                |
| 3  | Tener mucho conocimiento            | Ser hábil y astuto                                   | Autodisciplina                                  | Ser asertivo                                   |
| 4  | Cuidar de padre y madre             | Apoyar a los hijos                                   | Ser amable con la pareja                        | Tener un trabajo sin estrés                    |
| 5  | Generosidad                         | Práctica del dhamma                                  | Cuidado de la familia y comunidad               | Vida irreprochable                             |
| 6  | Cuidar de la salud propia           | Evitar todo tipo de intoxicantes                     | Evitar la negligencia en la práctica del dhamma |                                                |
| 7  | Respeto y Humildad                  | Contentamiento                                       | Gratitud                                        | Escuchar regularmente las enseñanzas del Buda. |
| 8  | Paciencia                           | Aceptar críticas y consejos fácilmente               | Conocer a monjes o santos                       | Indagación regular del dhamma                  |
| 9  | Vivir dignamente                    | Ser casto                                            | Practicar las cuatro nobles verdades            | Logro del Nirvana                              |
| 10 | Mente libre de vicisitudes mundanas | Libre de ansiedades y miedos                         | Libre de las impurezas más sutiles              | Mente incorruptible                            |

## Usos
El sutta se recita a menudo y forma una de las piezas de canto más comunes utilizadas para el canto paritta budista .

## Historia
El rey Dutugamunu de Anuradhapura predicó el Mangala Sutta en Lohapasada.
La predicación del Mangala Sutta fue uno de los momentos de la vida de Buda representados en la Cámara de Reliquias del Ruwanwelisaya.